# أولاف إتش هاوغ
أولاف إتش هاوغ (بالنرويجية البوكمول: Olav H. Hauge)‏ هو مترجم وكاتب وشاعر نرويجي، ولد في 18 أغسطس 1908 في Ulvik ‏ في النرويج، وتوفي بنفس المكان في 23 مايو 1994.

## وصلات خارجية
- أولاف إتش هاوغ على موقع ميوزك برينز (الإنجليزية)